# Порох (фільм, 1985)
Порох (рос. Порох) — радянський художній фільм 1985 року.

## Сюжет
В основі фільму — реальний факт з історії оборони Ленінграда. Дія відбувається в Ленінграді і Кронштадті на початку Німецько-радянської війни. На початку вересня 1941 року уповноважений Народного комісаріату державного контролю Ніконов (Юрій Бєляєв) викликаний в Смольний і отримує особисто від А. О. Жданова завдання доставити з Кронштадта в Ленінград зразки пороху для організації виробництва пороху в місті через можливу ізоляцію Ленінграда. До складу групи, яка підпорядкована Ніконову, включені вчені — фахівці в області порохової справи, військовий фахівець артилерист, червоноармієць як ординарець. Група на катері переправляється в Кронштадт, де приступає до відбору порохів і їх завантаження на баржу. Завантаження здійснюється вдень в умовах панування німецької авіації. Для забезпечення безперешкодної роботи Ніконов пропонує організувати неправдиве завантаження. Його пропозиція приймається, і німецька авіація бомбить помилковий причал і людей, що імітують завантаження пороху на баржу. Завдяки цьому рішенню баржі завантажені порохом без пригод. Вночі баржі прибувають в Ленінград. З останньою баржею йде сам Ніконов. При проході фарватеру поблизу південного берега Фінської затоки баржа була обстріляна німцями. Німці намагалися захопити баржу, але вогнем кораблів Балтійського флоту були знищені. Ніконов прибув до Ленінграда, виконавши завдання. В кінці фільму повідомляється, що йде 20-й день блокади Ленінграда.

## У ролях
- Юрій Бєляєв —  Ніконов
- Світлана Брагарник —  Кіра
- Володимир Варенцов —  Петраков, капітан
- Світлана Гайтан —  дружина Клюєва
- Анатолій Гладнєв —  адмірал Трібуц
- Тетяна Захарова —  жінка в трамваї
- Любов Калюжна Любов —  Марія Петрівна
- Логман Керімов —  Гаджибеков, рядовий
- Євген Лісконог Євген —  Жданов
- Костянтин Лукашев —  Ганичев, командир катера
- Ніна Мазаєва —  Роза Іванівна
- Вадим Макаровський —  Клюєв
- Герман Орлов —  капітан буксира
- Костянтин Саринін —  Антипов
- Володимир Труханов —  Єгор Михайлович
- Ножері Чонішвілі —  Іван Ревазович Гедеванов
- Юлія Яковлєва —  знайома Клюєва
- Віктор Ростовцев —  епізод

## Знімальна група
- Режисер-постановник — Віктор Аристов
- Автори сценарію — Віктор Аристов, Артур Макаров
- Оператор-постановник — Юрій Воронцов
- Художник-постановник — Володимир Банних
- Звукорежисер — Леонід Шумячер
- Композитор — Аркадій Гагулашвілі